# Condado de los Arcos
El condado de los Arcos es un título nobiliario español, concedido por el rey Felipe III en 1599 a Pedro Lasso de la Vega y Figueroa, señor de las villas de Batres y Cuerva. La grandeza de España fue concedida al tercer titular por el rey Carlos II por real cédula de 29 de octubre de 1697, aunque el real despacho no fue expedido hasta el 17 de diciembre de 1709.

## Condes de los Arcos
|                                      | Titular                                      | Periodo                              |
| Creado en 1599 por el rey Felipe III | Creado en 1599 por el rey Felipe III         | Creado en 1599 por el rey Felipe III |
| ------------------------------------ | -------------------------------------------- | ------------------------------------ |
| I                                    | Pedro Lasso de la Vega y Figueroa            | 1599-1637                            |
| II                                   | Pedro Lasso de la Vega                       | 1637-1699                            |
| III                                  | Joaquín Lasso de la Vega                     | 1699-1709                            |
| IV                                   | Francisca Lasso de la Vega                   | 1709-1711                            |
| V                                    | Josefa Joaquina Lasso de la Vega             | 1711-1738                            |
| VI                                   | Sebastián Guzmán y Spínola                   | 1738-1757                            |
| VII                                  | José de Guzmán y Guevara                     | 1757-1781                            |
| VIII                                 | Diego Ventura de Guzmán y Guevara            | 1781-1848                            |
| IX                                   | Diego Isidro de Guzmán de la Cerda           | 1848-1850                            |
| X                                    | María Antonia de Padua de Guzmán y Caballero | 1850-1888                            |
| XI                                   | José María Mencos y Rebolledo de Palafox     | 1889-1961                            |
| XII                                  | Alonso Álvarez de Toledo y Mencos            | 1963-1975                            |
| XIII                                 | Manuel Álvarez de Toledo y Mencos            | 1975-actual titular                  |

## Historia de los condes de los Arcos
- Pedro Lasso de la Vega y Figueroa (1559-Madrid, 18 de enero de 1637[3]), I conde de los Arcos,[4] caballero de la Orden de Alcántara en 1591,[5]  señor de Arcos, Batres y Cuerva,[6] mayordomo de la reina Margarita de Austria y del rey Felipe III.[2] Fue un prominente cortesano de los monarcas Felipe III y Felipe IV que realizó un importante mecenazgo artístico, teniendo una colección de alrededor de quinientos cuadros, entre ellos, ocho de El Greco.[7]

Era hijo de Garcilaso de la Vega —hijo de Pedro Lasso de la Vega, el jefe de los comuneros—,y sobrino nieto del poeta Garcilaso de la Vega. Su madre fue Aldonza Niño de Guevara, guardamayor de damas de la reina Ana de Austria, e hija de Rodrigo Niño, embajador en Venecia, regidor de Toledo y comendador de Lorquí, y de Teresa de Guevara así como hermana de Fernando Niño de Guevara, cardenal, arzobispo de Sevilla e inquisidor general, y de Juan Niño de Guevara, I conde de Añover de Tormes—. Aldonza se retiró al convento de San Pablo de Toledo. Apoyó la obra de santa Teresa de Jesús a quien cedió unos terrenos en Cuerva donde se construyó el convento del Carmen donde falleció en 1604. El I conde de Arcos tuvo dos hermanos, Rodrigo Niño Lasso, II conde de Añover de Tormes, que murió sin sucesión, y Teresa de Guevara, casada con Juan Niño Conchillos.
Recibió sepultura en la Capilla de las Reliquias de Cuerva en el convento de la Anunciación de la Orden del Carmen que él y su hermano Rodrigo habían financiado.
Casó antes de 1597 con Mariana de Mendoza (m. 1627) hija del III conde de Orgaz. Su hijo, Luis Lasso de la Vega (1597-11 de marzo de 1632), III conde de Añover de Tormes y gentilhombre del rey Felipe IV, casó con María Pacheco y Aragón, hija mayor de Alfonso III Téllez Girón (llamado anteriormente Juan Pacheco) e Isabel Isabel Mendoza y Aragón, II condes de la Puebla de Montalbán. Luis falleció en vida de su padre y dejó como hijo a Pedro Lasso de la Vega (1622-1699), que sucedió a su abuelo:
- Pedro Lasso de la Vega (Madrid, 27 de junio de 1622[16]-12 de septiembre de 1699), II conde de los Arcos[4] y IV conde de Añover de Tormes.

Caso en primeras nupcias con María de Mendoza Bracamonte. Contrajo un segundo matrimonio, el 15 de junio de 1644, con Inés Dávila y Guzmán, hija segunda de Francisco Dávila Guzmán, V marqués de Loriana y VI conde de Uceda, y de su mujer, Francisca de Ulloa. Sucedió su hijo del segundo matrimonio:
- Joaquín Lasso de la Vega (1667-10 de febrero de 1709), III conde de los Arcos, grande de España,[4] V conde de Añover de Tormes,[17] caballero de la Orden de Alcántara y gentilhombre de cámara del rey Carlos II.[2]

Casó en primeras nupcias, el 31 de mayo de 1693, con María Antonia Sarmiento y Velasco, hija de José Sarmiento, III marqués del Sobroso y de María Victoria de Velasco, su mujer, hermana de José Fernández de Velasco y Tovar, VIII condestable de Castilla. Casó en segundas nupcias, el 28 de agosto de 1702, con Isabel de Guzmán y Spínola. Sin descendencia de sus matrimonios, le sucedió su hermana:
- Francisca Lasso de la Vega (m. 7 de junio de 1711), IV condesa de los Arcos, grande de España[4] y VI condesa de Añover de Tormes.[17]

Casó en 1710 con Juan Antonio Fernández de Heredia, XII conde de Fuentes.  Sin descendencia, sucedió su hermana:
- Josefa Joaquina Lasso de la Vega  (m. 26 de octubre de 1738), V condesa de los Arcos,[4] grande de España y VII condesa de Añover de Tormes.[2]

Casó en primeras nupcias, en 1711, con Jaime de Silva Híjar. Contrajo un segundo matrimonio en 1722 con Vicente de Guzmán y Spínola. Sin descendencia, sucedió un pariente de una rama colateral:
- Sebastián Guzmán de Spínola (1683-1757), VI conde de los Arcos,[4] V marqués de Montealegre,[18] dos veces grande de España, V marqués de Quintana del Marco, VIII conde de Añover de Tormes y VI condado de Castronuevo.[19] Era cuarto nieto de Teresa Lasso de la Vega, señora de Villaumbrosa y hermana del primer conde de los Arcos.[2]

Casó, el 18 de noviembre de 1708, con Melchora de la Trinidad Vélez de Guevara (m. 13 de septiembre de 1727), XII condesa de Oñate, III marquesa de Guevara y III condesa de Campo Real. Le sucedió su hijo:
- José María de Guzmán y Guevara (Madrid, 22 de septiembre de 1709-19 de septiembre de 1781), VII conde de los Arcos,[4] XIII conde de Oñate, VI marqués de Montealegre,[18] IV marqués de Guevara, VI marqués de Quintana del Marco, VIII conde de Villamediana, IV conde de Campo Real (II), VII conde de Castronuevo, IX conde de Añover de Tormes, caballero del Toisón de Oro, Gran Cruz de Carlos III, correo mayor de España, caballero de la Orden de San Jenaro, gentilhombre de cámara con ejercicio, sumiller de corps, mayordomo mayor de las reinas María Bárbara de Portugal y María Amalia de Sajonia.[19]

Casó en primeras nupcias el 10 de agosto de 1728 con María Felicia Fernández de Córdoba-Figueroa y Spínola de la Cerda, hija de Nicolás Fernández de Córdoba y de la Cerda, X duque de Medinaceli etc, y su esposa Jerónima Spínola de la Cerda. Casó en segundas nupcias el 21 de septiembre de 1748 con Ventura Francisca Fernández de Córdoba Folch de Cardona Requesens y de Aragón (1712-1768), XI duquesa de Sessa, IX duquesa de Baena, X duquesa de Soma, XV condesa de Cabra etc. Le sucedió un hijo de su primer matrimonio:
- Diego Ventura de Guzmán y Fernández de Córdoba (Madrid, 11 de noviembre de 1738-8 de julio de 1805), VIII conde de los Arcos,[4] XIV conde de Oñate, XVII marqués de Aguilar de Campoo, XXI conde de Castañeda, VII marqués de Montealegre,[18] V marqués de Guevara, V conde de Campo Real (II), VII marqués de Quintana del Marco, IX conde de Villamediana, X conde de Añover de Tormes, VIII conde de Castronuevo, XV canciller mayor (honorario) de Castilla, mayordomo mayor y gentilhombre de cámara del rey con ejercicio y servidumbre, caballero del Toisón de Oro, Gran Cruz de Carlos III, correo mayor de España.[20]

Casó el 10 de octubre de 1756 con su prima María Isidra de la Cerda y Guzmán (1742-1811), camarera mayor de palacio. Le sucedió su hijo:
- Diego Isidro de Guzmán y de la Cerda (1776-Madrid, 12 de diciembre de 1849), IX conde de los Arcos,[4] XV conde de Oñate, XX duque de Nájera, XVIII marqués de Aguilar de Campoo, VIII marqués de Montealegre,[18] XV conde de Paredes de Nava, VI marqués de Guevara, VIII marqués de Quintana del Marco, XXIV conde de Treviño, XXIII conde de Valencia de don Juan, X conde de Villamediana, XXII conde de Castañeda, XI conde de Añover de Tormes, IX conde de Castronuevo, VI conde de Campo Real (II), caballero del Toisón de Oro, gentilhombre de cámara del rey con ejercicio y servidumbre, Gran Cruz de Carlos III.[22]

Casó en primeras nupcias el 1 de agosto de 1795, en Valencia, con María del Pilar de la Cerda y Marín de Resende, hija de José María de la Cerda y Cernecio, conde de Parcent, y su esposa María del Carmen Antonia Marín de Resende Fernández de Heredia, condesa de Bureta. Casó en segundas nupcias el 7 de febrero de 1814 con María Magdalena Tecla Caballero y Terreros (1780-1865), dama de la reina y de la Orden de María Luisa, hija de Juan Fernández Caballero, director general de correos, y su esposa Juliana de Terreros. Sucedió su hija del segundo matrimonio:
- María Antonia de Padua de Guzmán y Caballero (m. 19 de febrero de 1888), X condesa de los Arcos.[4]

Casó con Luis Rebolledo de Palafox, VIII marqués de Cañizar, VI marqués de Lazán y XIII marqués de Navarrés. Sucedió su nieto, hijo de su hija María del Pilar Rebolledo de Palafox y Guzmán (m. 1879), que había casado en primeras nupcias, en 26 e diciembre de 1872, con Joaquín María de Mencos y Ezpeleta Manso de Zúñiga, IX conde de Guendulaín, grande de España, V marqués de la Real Defensa, etc.
- José María de Mencos y Rebolledo de Palafox (Pamplona, 13 de julio de 1876-San Sebastián, 15 de diciembre de 1961), XI conde de los Arcos,[4] III duque de Zaragoza,[25] VIII marqués de Lazán, X marqués de Cañizar, gentilhombre de cámara con ejercicio y servidumbre y caballero de la Real Maestranza de Caballería de Zaragoza.[22]

Sucedió su sobrino, hijo de su hermana María de la Blanca Mencos y Rebolledo de Palafox, XII condesa de Eril, grande de España. XV marquesa de Navarrés y marquesa de San Felices de Aragón, y de su esposo, Manuel Mariano Álvarez de Toledo y Samaniego, VI marqués de Miraflores, VIII marqués de Casa Pontejos, etc.
- Alonso Álvarez de Toledo y Mencos (Madrid, 28 de noviembre de 1896-Madrid, 19 de mayo de 1990), XII conde de los Arcos,[4] XIII conde de Eril, VII marqués de Miraflores,[26] IV duque de Zaragoza,[25] IX marqués de Casa Pontejos,[27] cinco veces grande de España, VIII marqués de Cañizar,[28] XI marqués de San Felices de Aragón y IX marqués de Lazán,[29] maestrante de Sevilla, embajador de España de carrera, jefe de la Casa de Toledo, por línea agnada principal. Se cubrió ante el rey Alfonso XIII el 10 de marzo de 1917, en su calidad de conde de Eril.[30] y fue su gentilhombre de cámara con ejercicio y servidumbre. Algunos de dichos títulos los distribuyó en vida entre sus hijos, conservando para sí hasta el fin de sus días los de duque de Zaragoza y marqués de Miraflores, ambos con grandeza.

Casó, en primeras nupcias, el 18 de julio de 1921, con Rosalía Blanca Rúspoli y Caro (París, 5 de agosto de 1898-Madrid, 28 de junio de 1926), su prima segunda, hija de Carlos Rúspoli y Álvarez de Toledo, III duque de la Alcudia, III de Sueca y XVII conde de Chinchón, tres veces grande de España, y de María del Carmen Caro y Caro, su primera mujer, de los condes de Caltavuturo. Contrajo un segundo matrimonio, en Madrid, el 25 de septiembre de 1935, con María del Rosario Mencos y Armero (Sevilla, 6 de octubre de 1915-Madrid, 24 de diciembre de 2019), su prima segunda y sobrina carnal de su madrastra, hija de Alberto Mencos y Sanjuán, VIII conde del Fresno de la Fuente, maestrante de Sevilla, y de María de la Concepción Armero y Castrillo, de los marqueses del Nervión, naturales de Sevilla. En 1975, le sucedió su hijo a quien cedió el título:
- Manuel Álvarez de Toledo y Mencos (n. 1937), XIII conde de los Arcos,[4] V duque de Zaragoza,[18] VIII marqués de Miraflores,[26] y XI marqués de Casa Pontejos, cuatro veces grande de España.

Casado con María Victoria González Quirino.